# Аризема южноюннаньская
Аризема южноюннаньская (лат. Arisaema austroyunnanense) — многолетнее травянистое клубнелуковичное растение, вид рода Аризема (Arisaema) семейства Ароидные (Araceae).

## Ботаническое описание
Раздельнополые растения.
Клубень шаровидный, маленький, 1—2 см в диаметре.

### Листья
Катафиллы зелёные, острые.
Лист один. Черешок зеленый, вложенный во влагалища, образующие ложный стебель. Листовая пластинка из трёх листочков; листочки сверху зелёные, снизу сизые; центральный листочек с черешочком 15 мм длиной, от овального до овально-продолговатого, 8—10 см длиной, 2,8—6 см шириной, тупой в основании, на вершине быстро заострённый; боковые листочки с черешочками 3—5 мм длиной, овально-ланцетовидные, 9—10 см длиной, 4,8—5 см шириной, в основании округлённые, на вершине заострённые.

### Соцветия и цветки
Цветоножка по длине такая же, как черешок, тонкая. Покрывало маленькое, всего 6,5 см длиной. Трубка бледно-зелёная, воронкообразная, около 2,8 см длиной, в устье примерно 1,5 см в диаметре, края косо усечённые. Пластинка вертикальная, тёмно-зелёная, овально-ланцетовидная, около 3 см длиной и 1,5 см шириной, на вершине заострённая, с коротким хвостовидным окончанием, в основании слегка сжатая, с белой областью около 5 мм высотой.
Початок однополый. Мужской початок тонкий; цветки редкие; синандрий из 2—4 полусидячих тычинок; теки полушаровидные, вскрывающиеся верхушечным разрезом. Придаток вертикальный, около 2,2 см длиной, тонкий, с несколькими рассеянными, короткими, стерильными цветками от основания до вершины; средние цветки менее 1 мм в диаметре.
Цветёт в мае.

## Распространение
Встречается от Южного Юньнаня (Китай) до Северо-Западного Вьетнама.
Растёт в тропических лесах; на высоте около 800 м над уровнем моря.